# Orientomysis rotundicauda
Orientomysis rotundicauda is een aasgarnalensoort uit de familie van de Mysidae. De wetenschappelijke naam van de soort is voor het eerst geldig gepubliceerd in 1980 door Liu & Wang.